# Acordurile de la Belaveja
Acordurile de la Belaveja (în rusă : Беловежские соглашения, belarusă : Белавежскія пагадненні, ucraineană : Біловезькі угоди) este acordul prin care s-a declarat dizolvarea Uniunii Sovietice și înființarea CSI-ului. El s-a semnat de facto la dacea de stat de lângă Viskuli din pădurea Białowieża, dar de jure la Minsk din Regiunea Minsk, la 8 decembrie 1991 d.C., de către liderii Belarusului, Rusiei și Ucrainei. 

## Baza legală și ratificarea
Deși încă planau îndoieli dacă liderii Stanislaŭ Šuškevič, Boris Elțin și Leonid Kravciuk (doar trei dintre cele cincisprezece republici sovietice) aveau autoritatea de a dizolva uniunea, în conformitate cu articolul 72 al Constituției sovietice, republicile sovietice aveau dreptul de a se separa de uniune. La 12 decembrie 1991, Sovietul Suprem al RSFS Ruse a ratificat acordul în numele Rusiei și a denunțat în același timp tratatul de înființare a URSS-ului din 1922.
Aceste tentative de dizolvare a Uniunii Sovietice au fost considerate ilegale de guvernul sovietic federal. Gorbaciov însuși a descris astfel manevra:
...Soarta statului multinațional nu poate fi determinată de voința liderilor a trei republici. Chestiunea trebuie hotărâtă doar prin mijloace constituționale cu participarea tuturor statelor suverane și luând în calcul voința tuturor cetățenilor lor. Afirmația că normele legale de la nivelul Uniunii nu mai sunt în vigoare este și ea ilegală și periculoasă; ea poate doar înrăutăți haosul și anarhia din societate. Graba cu care acest document a apărut e și ea îngrijorătoare. Nu s-a discutat de către populații și nici de Sovietele Supreme ale republicilor în numele cărora s-a semnat. Și mai rău, a apărut atunci când încă se discută în parlamentele republicilor propunerea de tratat pentru o Uniune a Statelor Suverane, propunere avansată de Consiliul de Stat al URSS-ului.
Orice urmă de îndoială privind dizolvarea URSS-ului s-a risipit la 21 decembrie 1991, când reprezentanții tuturor republicilor sovietice, cu excepția Georgiei și a celor trei state baltice, inclusiv a celor trei semnatare ale acordului de la Belaveja, au semnat protocolul de la Alma-Ata, care confirma dispariția Uniunii Sovietice și înființarea CSI-ului. Dat fiind că paisprezece din cele cincisprezece republici își exercitaseră dreptul constituțional de secesiune, nu au mai rămas mai multe republici membre pentru a păstra existența Uniunii.

## Urmări
Republica Moldova a recunoscut efectele juridice ale conținutul Acordurilor de-abia la 8 aprilie 1994. 

### Locația curentă
Stanislav Șușkievici, fostul lider al Belarusului, a fost informat de ministerul de externe al țării că acordurile originale au dispărut la data de 7 februarie 2013. A încercat să obțină copia originală pentru a ajuta la scrierea memoriilor sale.

### Criza ucraineană
Federația Rusă a încălcat acordurile de la Belaveja în 2014, ca urmare a anexării Crimeei din Ucraina.